# Sekheperenre
Sekheperenre fue un faraón egipcio de la XIV Dinastía de Egipto durante el Segundo Período Intermedio. Según los egiptólogos Kim Ryholt y Darrell Baker, Sekheperenre fue el vigésimo segundo rey de la dinastía; alternativamente, Jürgen von Beckerath lo ve como el decimoséptimo gobernante. Como rey de la XIV Dinastía, Sekheperenre habría reinado desde Avaris sobre el delta oriental del Nilo y posiblemente también sobre el delta occidental.

## Atestación
Junto con Nehesy, Nebsenre y Merdjefare, Sekheperenre es uno de los cuatro únicos faraones indiscutibles de la XIV Dinastía que han dejado algún testimonio más allá del canon de Turín, una lista de reyes compilada a principios del período ramésida. De hecho, Sekheperenre está atestiguado por un único sello de escarabajo que lleva su nombre. El sello, donado por Arthur S. Hunt y de procedencia desconocida, se encuentra actualmente en el Museo Ashmolean de Reino Unido.

## Posición cronológica
La posición relativa de Sekheperenre en la XIV Dinastía está de alguna manera asegurada por el canon de Turín, que lo menciona en la columna 9, línea 16 (entrada de Gardiner 8.16). Según la última lectura de la lista de reyes realizada por Ryholt, Sekheperenre reinó durante 2 meses y 1-5 días. En el estudio autorizado anterior del canon de Turín, Alan Gardiner había leído que la duración del reinado de Sekheperenre era de 2 años, pero Ryholt estableció que el número de años atribuidos a Sekheperenre por el canon era nulo.  Sekheperenre fue precedido por un rey cuyo nombre se perdió parcialmente «(...)re» y fue sucedido por Djedkherewre. 
El sello tiene un patrón en espiral, común en las dinastías XII a XIV, y la tipología del sello puede usarse para proporcionar evidencia de apoyo a la posición y datación de Sekheperenre.
Por el contrario, se debate la posición cronológica absoluta de Sekheperenre. Según los egiptólogos Kim Ryholt y Darrell Baker, Sekheperenre fue el vigésimo segundo rey de la XIV dinastía. Sin embargo, la reconstrucción de Ryholt de principios de la XIV Dinastía es controvertida y otros especialistas, como Manfred Bietak y Jürgen von Beckerath, creen que la dinastía comenzó poco antes de Nehesy c. 1710 a. C. en lugar de c. 1805 a. C. propuesto por Ryholt. En este caso, Sekheperenre sería el decimoséptimo rey de la dinastía.